# Oeiras (ort)
Oeiras är en ort i Brasilien.   Den ligger i kommunen Oeiras och delstaten Piauí, i den östra delen av landet, 1 200 km nordost om huvudstaden Brasília. Oeiras ligger 181 meter över havet och antalet invånare är 21 071.
Terrängen runt Oeiras är platt. Det finns inga andra samhällen i närheten.
Omgivningarna runt Oeiras är huvudsakligen savann. Runt Oeiras är det glesbefolkat, med 12 invånare per kvadratkilometer.